# A Child of the Wild
A Child of the Wild è un film muto del 1917 diretto da John G. Adolfi.

## Trama
June Griest, una selvatica ragazza delle montagne del Tennessee, evita come la peste la scuola finché non conosce il nuovo maestro, il bel Frank Trent. Entusiasta, la ragazza si iscrive alla classe di Frank, suscitando la gelosia di Bob Gale, che è innamorato di lei. Bob, quando vede arrivare in visita in paese la sorella di Frank con la sua bambina, racconta a June che quella è la moglie del maestro. Così, quando Frank vuole presentarle la sorella, June, in lacrime, lo caccia fuori di casa sua. I due fratelli se ne vanno, lasciando però indietro la bambina che sta giocando con alcuni cuccioli. June scoprirà la verità quando, avendo spaventato la piccola, la sente chiamare piangente lo zio Frank.

## Produzione
Il film fu prodotto dalla Fox Film Corporation.

## Distribuzione
Distribuito dalla Fox Film Corporation, il film uscì nelle sale cinematografiche USA il 26 febbraio 1917. Il 17 settembre 1920, fu distribuito in Francia con il titolo La sauvageonne.